# Episodi di Star Trek: Deep Space Nine (quarta stagione)
La quarta stagione della serie televisiva Star Trek: Deep Space Nine, composta da 26 episodi, è stata trasmessa negli Stati Uniti in syndication dal 2 ottobre 1995 al 17 giugno 1996.
In Italia è stata trasmessa da LA7 dal 31 ottobre 2000 al 24 aprile 2001. Da questa stagione l'attore Michael Dorn entra regolarmente nel cast col personaggio di Worf, mentre l'attore che interpreta il dottor Bashir viene accreditato nella sigla iniziale non più come Siddig El Fadil, bensì come Alexander Siddig.
| nº | Titolo originale               | Titolo italiano                      | Prima TV USA     | Prima TV Italia  |
| -- | ------------------------------ | ------------------------------------ | ---------------- | ---------------- |
| 1  | The Way of the Warrior: Part 1 | La via del guerriero (prima parte)   | 2 ottobre 1995   | 31 ottobre 2000  |
| 2  | The Way of the Warrior: Part 2 | La via del guerriero (seconda parte) | 2 ottobre 1995   | 1º novembre 2000 |
| 3  | The Visitor                    | Il visitatore                        | 9 ottobre 1995   | 14 novembre 2000 |
| 4  | Hippocratic Oath               | Il giuramento di Ippocrate           | 16 ottobre 1995  | 21 novembre 2000 |
| 5  | Indiscretion                   | I sopravvissuti della Ravinok        | 23 ottobre 1995  | 28 novembre 2000 |
| 6  | Rejoined                       | Riuniti                              | 30 ottobre 1995  | 5 dicembre 2000  |
| 7  | Starship Down                  | La nave danneggiata                  | 6 novembre 1995  | 12 dicembre 2000 |
| 8  | Little Green Men               | Gli omini verdi                      | 13 novembre 1995 | 19 dicembre 2000 |
| 9  | The Sword Of Kahless           | La spada di Kahless                  | 20 novembre 1995 | 26 dicembre 2000 |
| 10 | Our Man Bashir                 | Bashir, Julian Bashir                | 27 novembre 1995 | 2 gennaio 2001   |
| 11 | Homefront                      | Il nemico tra noi                    | 1º gennaio 1996  | 9 gennaio 2001   |
| 12 | Paradise Lost                  | Paradiso perduto                     | 8 gennaio 1996   | 16 gennaio 2001  |
| 13 | Crossfire                      | Prima il dovere                      | 29 gennaio 1996  | 23 gennaio 2001  |
| 14 | Return to Grace                | Ritorno alla gloria                  | 5 febbraio 1996  | 30 gennaio 2001  |
| 15 | Sons of Mogh                   | I figli di Mogh                      | 12 febbraio 1996 | 6 febbraio 2001  |
| 16 | Bar Association                | Il sindacato                         | 19 febbraio 1996 | 13 febbraio 2001 |
| 17 | Accession                      | I due emissari                       | 26 febbraio 1996 | 20 febbraio 2001 |
| 18 | Rules of Engagement            | Le regole del combattimento          | 8 aprile 1996    | 27 febbraio 2001 |
| 19 | Hard Time                      | Tempi difficili                      | 15 aprile 1996   | 6 marzo 2001     |
| 20 | Shattered Mirror               | Lo specchio infranto                 | 22 aprile 1996   | 13 marzo 2001    |
| 21 | The Muse                       | La musa                              | 29 aprile 1996   | 20 marzo 2001    |
| 22 | For the Cause                  | Per la causa                         | 6 maggio 1996    | 27 marzo 2001    |
| 23 | To the Death                   | Fino alla morte                      | 13 maggio 1996   | 3 aprile 2001    |
| 24 | The Quickening                 | La calamità                          | 20 maggio 1996   | 10 aprile 2001   |
| 25 | Body Parts                     | Parti del corpo                      | 10 giugno 1996   | 17 aprile 2001   |
| 26 | Broken Link                    | Legame spezzato                      | 17 giugno 1996   | 24 aprile 2001   |

## La via del guerriero(prima parte)
- Titolo originale: The Way of the Warrior: Part 1
- Diretto da: James L. Conway
- Scritto da: Ira Steven Behr e Robert Hewitt Wolfe

### Trama
Cardassia ha chiuso i confini e l'Impero Klingon, convinto che sia in mano ai Fondatori, offre il suo aiuto alla Federazione per attaccare in forze. Sisko è perplesso perché non è stato previsto alcun attacco e tanto meno è stato chiesto l'appoggio dei Klingon; senza contare che i Klingon iniziano a fermare qualsiasi nave con la pretesa di perquisirla. Allo scopo di frenare la furia klingon, il capitano Sisko chiede aiuto all'unico esponente di quella specie guerriera che si sia mai arruolato nella Flotta, il tenente comandante Worf della nave stellare ammiraglia Enterprise; l'ufficiale klingon deve decidere se ubbidire agli ordini dei suoi superiori o unirsi alla sua gente. Worf scopre che i Klingon vogliono invadere Cardassia perché sanno che il Governo Centrale è caduto e sospettano che sul pianeta ci siano dei Cambianti. Sisko avverte il generale klingon che un tentativo di invasione dello spazio cardassiano non sarà appoggiato dalla Federazione e che il trattato di pace tra Klingon e Federazione rischierebbe di saltare.
- Altri interpreti: Andrew Robinson (Elim Garak), Penny Johnson Jerald (Kasidy Yates), Marc Alaimo (Dukat), Robert O'Reilly (Gowron), J.G. Hertzler (Martok), Obi Ndefo (Drex), Christopher Darga (Kaybok), William Dennis Hunt (Huraga)

## La via del guerriero(seconda parte)
- Titolo originale: The Way of the Warrior: Part 2
- Diretto da: James L. Conway
- Scritto da: Ira Steven Behr e Robert Hewitt Wolfe

### Trama
Sisko non può avvertire Cardassia dell'attacco klingon: se lo facesse, scatenerebbe una guerra con l'Impero Klingon perché loro sono alleati della Federazione; se invece non lo facesse, potrebbe essere che il prossimo bersaglio siarebbe proprio la Federazione. Per bypassare il problema, Sisko si fa prendere da Garak le misure per una nuova uniforme mentre discute di informazioni sensibili con i suoi sottoposti, in modo che sia il Cardassiano ad avvisare la sua gente. Il trattato fra l'Impero Klingon e la Federazione sembra ormai irrimediabilmente rotto, mentre sulla stazione arriva Gowron, che vuole che Work si unisca alla battaglia. Sisko rifiuta le dimissioni di Worf dalla Flotta Stellare, inaccettabili in un momento tanto critico, e contatta Dukat, che ora è un membro del nuovo governo cardassiano. Offre l'aiuto della USS Defiant per respingere le navi klingon che ormai sono pronte all'attacco e nella battaglia che ne segue riesce a mettere in salvo Dukat e i membri del Consiglio cardassiano. Deep Space Nine viene evacuata perché le navi klingon stanno arrivando, con la richiesta di Martok, respinta da Sisko, che vengano consegnati loro i governanti cardassiani. L'attacco ha inizio e Deep Space Nine viene abbordata, ma l'equipaggio resiste e arriva la Flotta in loro aiuto. I Klingon devono ritirarsi, ma rifiutano di riconsegnare le colonie cardassiane conquistate. 
- Altri interpreti: Andrew Robinson (Elim Garak), Penny Johnson Jerald (Kasidy Yates), Marc Alaimo (Dukat), Robert O'Reilly (Gowron), J.G. Hertzler (Martok), Obi Ndefo (Drex), Christopher Darga (Kaybok), William Dennis Hunt (Huraga)

## Il visitatore
- Titolo originale: The Visitor
- Diretto da: David Livingston
- Scritto da: Michael Taylor

### Trama
In una notte buia e tempestosa a New Orleans una donna bussa alla porta del famoso scrittore Jake Sisko. L'uomo, ormai vecchio e morente, racconta alla visitatrice di come la sua vita sia stata condizionata dalla morte del padre Benjamin, avvenuta per via di un incidente quando lui era appena adolescente e viveva sulla base stellare Deep Space Nine. Lui e il padre stavano esaminando il tunnel spaziale a bordo della USS Defiant, quando Benjamin fu colpito da una scarica di energia e svanì nel nulla. Qualche mese dopo la tragedia, Jake vide distintamente suo padre per qualche attimo, e questo non fu un episodio isolato. Durante un'apparizione più lunga, Bashir e Jadzia capiscono che Sisko è intrappolato in una linea temporale parallela, ma non riescono a trattenerlo nella loro, e scompare nuovamente. Col tempo Jake capisce che le apparizioni sono legate a delle fluttuazioni del tunnel e, capendo che la prossima avverrà tra molti anni, cerca di studiare un modo per "liberare" il padre, dimenticandosi però di vivere: la moglie lo lascia e lui smette di scrivere. Jake attende l'ultima apparizione del padre, sapendo che sarà l'ultima, ma sapendo anche qual è il modo per far tornare il padre: nel momento in cui Jake morirà, Benjamin, che è "ancorato" temporalmente a lui, verrà liberato e tornerà al momento dell'incidente. L'anziano Jake dice al padre come evitare la scarica e Benjamin sopravvive, con la possibilità di vivere la propria vita accanto al figlio.
- Altri interpreti: Tony Todd (Jake adulto), Aron Eisenberg (Nog), Galyn Görg (Korena), Rachel Robinson (Melanie)

## Il giuramento di Ippocrate
- Titolo originale: Hippocratic Oath
- Diretto da: René Auberjonois
- Scritto da: Nicholas Corea e Lisa Klink  (soggetto), Lisa Klink (sceneggiatura)

### Trama
Julian Bashir e Miles O'Brien sono costretti a un atterraggio di fortuna su un pianeta del Quadrante Gamma indicato sulle mappe come disabitato, ma a accoglierli trovano invece alcuni Jem'Hadar. Quando il loro capo, Goran'Agar, scopre che Bashir è un medico, gli racconta di essere stato disintossicato dalla dipendenza dal ketracel bianco. Ora vorrebbe che il medico trovasse una cura anche per i suoi uomini, in modo da non dovere più dipendere dai Fondatori. Concede a Bashir solo cinque giorni per riuscirci, dopo di che la scorta di ketracel in loro possesso si esaurirà. Ben presto Bashir comprende l'importanza di rinfrancare i Jem'Hadar dalla dipendenza dal “bianco”, anche perché come medico desidera curarli. Gli altri Jem'Hadar vorrebbero uccidere O'Brien perché inutile allo scopo ma il loro capo, che sta acquistando fiducia nelle intenzioni del medico, li convince a tenerlo in vita. Quando O'Brien tenta di scappare, i Jem'Hadar gli danno la caccia e vorrebbero uccidere sia lui che Bashir, ma il loro capo permette ai due membri della Federazione di scappare. Intanto su Deep Space Nine Worf fatica ad ambientarsi, entrando in conflitto con Odo e con il suo modo di gestire un'indagine che sembra coinvolgere anche Quark; la sua mancanza di fiducia nel conestabile lo porterà a interferire nell'inchiesta fino ad arrivare a comprometterla irrimediabilmente.
- Altri interpreti: Scott MacDonald (Goran'Agar), Stephen Davies (Arak'Taral), Jeremy Roberts (Meso'Clan), Marshall R. Teague (Temo'Zuma), Roderick Garr (Regana Tosh)

## I sopravvissuti della Ravinok
- Titolo originale: Indiscretion
- Diretto da: LeVar Burton
- Scritto da: Toni Marberry e Jack Treviño (soggetto), Nicholas Corea (sceneggiatura)

### Trama
Kira Nerys scopre l'ubicazione del relitto della Ravinok, una nave cardassiana che trasportava prigionieri bajoriani e di cui si erano perse le tracce diversi anni prima. Decide di recarsi sul posto per un'indagine, ma il governo di Cardassia esige che venga accompagnata da un rappresentante dell'Impero, Gul Dukat. La Ravinok si trova su un pianeta deserto e vicino al relitto vi sono alcune tombe, troppo poche per ospitare tutti i passeggeri della nave: forse qualcuno potrebbe essere sopravvissuto. Kira sorprende Dukat in lacrime su una tomba e il Gul le racconta che sulla nave c'erano una Bajoriana, sua amante, e la loro figlia, Tora Ziyal. Dukat dice al maggiore che se la ragazzina è ancora viva, deve ucciderla perché lui non occupa più una posizione di rilievo su Cardassia e Tora verrebbe usata come un'arma contro di lui, senza contare che non vuole dire alla moglie e ai loro sette bambini della relazione avuta, peraltro con una donna di Bajor. Indagando, scoprono che diversi Bajoriani sono stati fatti prigionieri dai Breen e usati come schiavi. Kira e Dukat li liberano e il Gul, quando si ritrova davanti la figlia, non riesce a ucciderla e la porta con sé su Cardassia. Intanto su Deep Space Nine Kasidy Yates informa Sisko che vorrebbe accettare un incarico per Bajor, e per questo si trasferirebbe sulla stazione, ma il capitano non reagisce con l'entusiasmo che la donna si aspetta e litigano.
- Altri interpreti: Marc Alaimo (Gul Dukat), Penny Johnson (Kasidy Yates), Roy Brocksmith (Razka), Cyia Batten (Ziyal)

## Riuniti
- Titolo originale: Rejoined
- Diretto da: Avery Brooks
- Scritto da: René Echevarria (soggetto), Ronald D. Moore e René Echevarria (sceneggiatura)

### Trama
Jadzia Dax scopre che sta per giungere su Deep Space Nine la dottoressa Lenara Kahn. Jadzia e Lenara non si sono mai viste prima, ma i loro simbionti, Kahn e Dax, sono stati addirittura marito e moglie. Il grande amore che li univa in passato è oggi più vivo e intenso che mai e Jadzia e Lenara sono pronte a sfidare le rigide regole della società trill che impone un distacco completo dai legami affettivi degli ospiti precedenti, pur di continuare a vivere il loro indimenticato amore. Violare tale legge le porterebbe all'esilio da Trill e priverebbe i loro simbionti della possibilità di avere nuovi ospiti; Jadzia è pronta a sfidare il biasimo della sua gente e l'esilio, ma Lenara non se la sente e le due donne si lasciano, seppur ancora innamorate.
- Altri interpreti: Susanna Thompson (Lenara Kahn), Tim Ryan (Bejal), James Noah (Pren), Kenneth Marshall (Michael Eddington)

## La nave danneggiata
- Titolo originale: Starship Down
- Diretto da: Alexander Singer
- Scritto da: David Mack e John J. Ordover

### Trama
La Defiant è nel Quadrante Gamma per una trattativa d'affari con un rappresentante dei Karemma. Durante la discussione, la nave subisce l'attacco di tre vascelli jem'hadar e viene gravemente danneggiata, finendo nell'orbita alta di un pianeta gassoso. Il dottor Bashir rimane intrappolato con Jadzia in un turbo ascensore, mentre Quark e il rappresentante dei Karemma, intrappolati anche loro nella stessa stanza, litigano a causa del diverso modo che hanno di intendere il commercio e il profitto; Sisko viene seriamente ferito e si accascia a terra, in bilico fra la vita e la morte. Per impedirgli di scivolare nel coma, Kira si assume l'arduo compito di tenere desta la sua attenzione, parlandogli senza sosta. Dopo diverse difficoltà, riusciranno a distruggere la nave jem'hadar che li tallona, potendo così lasciare il pianeta e tornare su Deep Space Nine.
- Altri interpreti: James Cromwell (Hanok), F.J. Rio (Muniz), Jay W. Baker (Stevens), Sara Mornell (Carson)

## Gli omini verdi
- Titolo originale: Little Green Men
- Diretto da: James L. Conway
- Scritto da: Toni Marberry e Jack Treviño (soggetto), Ira Steven Behr e Robert Hewitt Wolfe (sceneggiatura)

### Trama
Per Nog è giunto il gran giorno: deve recarsi sulla Terra per iniziare i corsi all'Accademia della Flotta Stellare. Quark e Rom decidono di accompagnarlo per collaudare la nuova navetta donata loro dal cugino Gaila, ma durante il viaggio qualcosa va storto e i tre Ferengi si ritrovano sì sulla Terra, ma nell'anno 1947. Dopo lo schianto, Rom, Quark e Nog scoprono di essere stati trasferiti in una base militare a Roswell, nel Nuovo Messico. Dietro a un falso specchio, ufficiali degli Stati Uniti osservano con interesse ed emozione i primi “marziani” giunti sulla Terra, mentre Rom cerca di aggiustare il traduttore universale in modo da poter comunicare con gli Umani. Riparati i traduttori, Quark parla con un generale a cui propone, incurante degli effetti sul continuum, la vendita di armi e tecnologia aliena; naturalmente ai militari la cosa fa gola perché avrebbero un vantaggio nella Guerra Fredda contro l'Unione Sovietica. Con suo sommo disappunto, Quark scopre che con loro c'è anche Odo, che li aveva seguiti di nascosto per tenere d'occhio il Ferengi e naturalmente lo rimette al suo posto. Con l'aiuto di due scienziati che non vogliono che gli alieni vengano torturati dai militari, i tre Ferengi e Odo riescono a raggiungere la loro navetta; sfruttando un'esplosione atomica, frutto degli esperimenti del tempo, creano un campo di curvatura temporale e riescono a tornare alla loro epoca.
- Altri interpreti: Max Grodénchik (Rom), Aron Eisenberg (Nog), Megan Gallagher (infermiera Garland), Charles Napier (gen. Denning), Conor O'Farrell (Carlson), James G. MacDonald (Wainwright)

## La spada di Kahless
- Titolo originale: The Sword Of Kahless
- Diretto da: LeVar Burton
- Scritto da: Richard Danus (soggetto), Hans Beimler (sceneggiatura)

### Trama
Kor, un vecchio e onorato guerriero klingon, giunge sulla stazione e incanta i clienti del bar di Quark con i suoi racconti di gesta eroiche ed epiche battaglie. In segreto rivela alla sua amica Dax e a Worf di essere in possesso di informazioni per rintracciare la mitica spada che appartenne a Kahless. Una volta appurata la veridicità delle informazioni, i tre compagni partono a bordo di un runabout diretti verso il Quadrante Gamma alla ricerca della preziosissima reliquia. Una volta sul posto, Kor, Worf e Dax scoprono senza problemi il sito in cui dovrebbe essere custodita la spada di Kahless, ma è stato già violato e tutti i manufatti trafugati. Tuttavia trovano un nascondiglio segreto e la spada; ben presto però Kor e Worf iniziano a litigare su chi debba avere l'onore di portare la bat'leth in patria e riunire i casati. Quando rischiano di uccidersi a vicenda, insieme a Jadzia giungono alla conclusione che la spada debba essere abbandonata nello spazio, in attesa di qualcuno destinato a ritrovarla e riportarla ai Klingon.
- Altri interpreti: John Colicos (Kor), Rick Pasqualone (Toral), Tom Morga (Soto)

## Bashir, Julian Bashir
- Titolo originale: Our Man Bashir
- Diretto da: Winrich Kolbe
- Scritto da: Robert Gillan (soggetto), Ronald D. Moore (sceneggiatura)

### Trama
Il dottor Bashir sta vivendo un'avventura sul ponte ologrammi in cui interpreta la parte di un agente segreto della Terra del 1960 sullo stile delle storie di James Bond. L'intempestivo arrivo di Garak irrita il medico, che vede violata la sua privacy, ma il sarto cardassiano insiste così tanto che alla fine Bashir decide di accettarlo come compagno di avventura. Intanto Sisko, Kira, Worf, Dax e O'Brien si trovano su una navetta che sta per esplodere, con i sistemi di teletrasporto che non funzionano, ma Eddington riesce a salvare le matrici degli ufficiali registrate dal teletrasporto nell'oloromanzo di Bashir e le integra nella storia, diventando dei personaggi olografici senza alcuna memoria di sé: Sisko, Worf e O'Brien sono i cattivi della storia, Dax una scienziata in pericolo e Kira una spia russa; il medico non può fermare il programma perché Sisko e gli altri morirebbero. Allo stesso tempo, Bashir deve stare attento nel corso dell'oloromanzo a non uccidere o far morire nessuno dei personaggi perché il computer li cancellerebbe: in questo si fa aiutare da Garak, che in fondo è una vera spia. Fuori dalla sala ologrammi, Odo, Eddington, Quark e Rom cercano di reintegrare gli schemi neuronali con quelli fisici. Quando le cose nell'oloromanzo si mettono male, Garak vorrebbe fermare il programma, ma Bashir non cede fino ad arrivare a sparargli, ma senza ferirlo gravemente; paradossalmente ciò gli fa guadagnare il rispetto del Cardassiano, che lo aiuterà fino a quando Eddington riuscirà a integrare gli schemi fisici e neuronali, salvando tutti, che non avranno memoria di quanto accaduto.
- Altri interpreti: Andrew J. Robinson (Garak), Kenneth Marshall (Michael Eddington), Max Grodénchik (Rom), Melissa Young (Caprice), Marci Brickhouse (Mona Luvsitt)

## Il nemico tra noi
- Titolo originale: Homefront
- Diretto da: David Livingston
- Scritto da: Ira Steven Behr e Robert Hewitt Wolfe

### Trama
Il capitano Sisko e Odo devono raggiungere urgentemente la Terra, dove la serenità e la pace sono seriamente minacciate. La Flotta Stellare ha infatti le prove di un imminente attacco alla Federazione da parte del Dominio. Alcuni mutaforma si sono già infiltrati fra gli esseri umani e a Sisko, l'unico ufficiale della Flotta ad avere una profonda conoscenza dei Cambianti, viene assegnato l'incarico di responsabile della sicurezza della Terra. Sisko insiste perché vengano aumentati i controlli anche fra gli ufficiali della Flotta, ma il Presidente della Federazione Jaresh-Inyo non è d'accordo, almeno fino a quando Odo non gli dà una dimostrazione di cosa possono fare i Fondatori. Il viaggio dà l'occasione a Sisko e suo figlio Jake di rivedere il padre di Benjamin, che ha un ristorante a New Orleans, del quale il cadetto Nog è cliente fisso. Nog confessa prima a Jake e poi a Benjamin che all'Accademia non si trova benissimo e per farsi accettare vorrebbe entrare nella squadra rossa, un'élite di cadetti, e per farlo avrebbe bisogno dell'appoggio di un ufficiale di alto grado: Sisko, per l'appunto. Quando Odo si accorge che un mutaforma ha preso il posto dell'ammiraglio Leyton, la situazione precipita e Sisko firma un'ordinanza che obbliga all'analisi del sangue, cosa a cui il padre di Benjamin si oppone con forza, mettendo in difficoltà il figlio, ma mentre litigano, l'anziano ha un malore. Benjamin entra in crisi perché ha pensato per un attimo che il padre fosse un mutaforma e teme che non si riesca a fermarli; un improvviso blackout che toglie energia alla griglia di sensori planetaria porta a proclamare lo stato di emergenza per timore di un imminente attacco.
- Altri interpreti: Aron Eisenberg (Nog), Brock Peters (Joseph Sisko), Susan Gibney (Benteen), Robert Foxworth (Leyton)

## Paradiso perduto
- Titolo originale: Paradise Lost
- Diretto da: Reza Badiyi
- Scritto da: Ronald D. Moore (soggetto), Ira Steven Behr e Robert Hewitt Wolfe (sceneggiatura)

### Trama
Ormai sulla Terra vige lo stato di emergenza, una situazione che avvilisce tutti coloro che si sono sempre battuti per la libertà. Durante le indagini sull'ormai imminente attacco del Dominio alla Federazione, il capitano Sisko scopre un complotto legato alla squadra rossa, l'élite dei cadetti in cui Nog vorrebbe entrare: Sisko ordina al giovane Ferengi di fargli conoscere uno dei membri di tale squadra; Sisko con uno stratagemma fa raccontare al cadetto che sono stati loro a compiere il sabotaggio, dietro ordine dei loro superiori. Il complotto conduce pertanto non al Dominio, bensì ai vertici della Flotta Stellare col fine di assumere il controllo militare della Terra. L'ammiraglio Leyton ordina perciò a Sisko di tornare su Deep Space Nine, assumendosi lui stesso l'incarico di responsabile della sicurezza della Terra. La sera stessa Sisko viene avvicinato da un Fondatore che ha assunto le sembianze di O'Brien, che gli dice che in quel momento sulla Terra ci sono solo quattro mutaforma e gli fa notare che è bastato il sospetto per far sprofondare il pianeta nella paranoia e nel caos. Sisko scopre che Leyton ha messo ufficiali a lui fedeli per un colpo di Stato e instaurare la legge marziale, e l'ammiraglio, per togliere di mezzo Benjamin, falsifica l'analisi del sangue per farlo passare da mutaforma. Odo libera dalla prigionia Sisko che va da Leyton, il quale gli confessa che sta facendo tutto per proteggere la Terra da una presidenza troppo pacifista e troppo debole, mentre Sisko fa notare all'ammiraglio che destituire il Presidente eletto della Federazione porterebbe a una dittatura. Intanto la Defiant sta per raggiungere la Terra con altre prove del complotto e viene fronteggiata dalla USS Lakota a cui è stato detto che l'equipaggio della Defiant è costituita da Cambianti. Nonostante gli ordini dell'ammiraglio, il capitano Benteen della Lakota lascia andare l'altra nave: privo dell'appoggio militare perché Benteen l'ha tradito, il colpo di Stato ordito da Leyton fallisce.
- Altri interpreti: Aron Eisenberg (Nog), Brock Peters (Joseph Sisko), Susan Gibney (Benteen), Robert Foxworth (Leyton)

## Prima il dovere
- Titolo originale: Crossfire
- Diretto da: Les Landau
- Scritto da: René Echevarria

### Trama
Shakaar, il primo ministro di Bajor, giunge in visita alla stazione spaziale per discutere dell'imminente ingresso del suo pianeta nella Federazione. Per lui e Kira è l'occasione di rinverdire una vecchia e profonda amicizia e forse anche per far nascere un rapporto più intimo. Odo assiste impotente al nascere di questo nuovo amore e dentro di lui scoppia un'inaspettata gelosia che arriva a distrarlo dai suoi compiti di capo della sicurezza e responsabile dell'incolumità del primo ministro, che ha ricevuto minacce di morte. Inaspettatamente sarà Quark ad aiutare Odo ad affrontare la delusione d'amore.
- Altri interpreti: Duncan Regehr (Shakaar), Bruce Wright (Sarish)

## Ritorno alla gloria
- Titolo originale: Return to Grace
- Diretto da: Jonathan West
- Scritto da: Tom Benko (soggetto), Hans Beimler (sceneggiatura)

### Trama
Su richiesta del primo ministro Shakaar, Kira accetta di discutere della crisi con l'Impero Klingon su un avamposto cardassiano. Con sua grande sorpresa, scopre che il vascello che deve accompagnarla alla conferenza è al comando di Dukat. Infatti il Gul, dopo aver portato su Cardassia Ziyal, la figlia nata dalla sua relazione con una donna bajoriana e ritrovata sul relitto della Ravinok, è stato lasciato dalla moglie e rimosso da incarichi di responsabilità e vive su quella nave insieme alla figlia. Quando giungono a destinazione, Kira e Dukat scoprono che i Klingon hanno attaccato l'avamposto. Durante il viaggio, Kira e Dukat instaurano una sorta di rapporto basato sul rispetto reciproco, ma mentre Dukat sembra provare ammirazione e forse qualcosa di più per la Bajoriana, il maggiore Kira non dimentica le atrocità commesse durante l'occupazione cardassiana ed è ben decisa a non perdonarlo. Nonostante ciò devono collaborare per sopravvivere, quando incontrano uno sparviero klingon deciso ad abbordarli. Con un'abile manovra Dukat prende possesso dello sparviero, su cui è anche custodita un'importante lista di intelligence; il Gul sogna già come tutto ciò gli farà riavere la posizione persa, ma rimane parzialmente deluso: viene reintegrato, ma Cardassia vuole seguire con i Klingon la via diplomatica, cosa che disgusta Dukat, che avrebbe desiderato uno scontro armato come d'uso per un popolo guerriero come i Cardassiani. Chiede a Kira di affiancarlo nell'impresa, ma lei rifiuta; il maggiore è anche preoccupata per Ziyal che vuole seguire l'adorato padre in tutto e per tutto, e vuole salvarla dalla vita che l'aspetta. Ziyal si trasferisce dunque su Deep Space Nine sotto la guida di Kira.
- Altri interpreti: Marc Alaimo (Dukat), Cyia Batten (Ziyal), Casey Biggs (Damar)

## I figli di Mogh
- Titolo originale: The Sons of Mogh
- Diretto da: David Livingston
- Scritto da: Ronald D. Moore

### Trama
Kurn, il fratello di Worf, giunge su Deep Space Nine con una richiesta molto particolare. Vuole che Worf esegua il Mauk-to'Vor, un rituale secondo cui il fratello maggiore può uccidere il minore per restituirgli l'onore. Da quando la famiglia di Worf ha perso tutto e Worf si è schierato con la Federazione contro l'Impero, Kurn non riesce più a trovare un modo dignitoso per vivere. Per amore di suo fratello, Worf accetta di ucciderlo. Odo e Jadzia Dax intervengono appena in tempo per interrompere il terribile rituale e trasportare in infermeria Kurn. Worf dovrà trovare un altro modo per restituire l'onore a suo fratello. Intanto Kira e O'Brein, di ritorno con una navetta su Deep Space Nine, si imbattono in un'esercitazione segreta dei Klingon e ricevono ordine da Sisko di prendere la Defiant e indagare su cosa sta combinando l'Impero; per far questo, Worf e Kurn si intrufolano nell'equipaggio di una nave klingon tratta in salvo dalla Defiant a causa di un'esplosione di origine non ben definita. Scoperte le manovre dell'Impero, tornano ma Kurn è sempre più depresso per il suo disonore e tenta di uccidersi; Worf arriva alla decisione estrema di chiedere a Bashir di modificargli la memoria e cancellare tutti i ricordi della sua vita. Un caro amico del padre di Worf e Kurn accetta di dargli una nuova identità onorevole e di prenderlo nel suo casato.
- Altri interpreti: Tony Todd (Kurn), Robert Doqui (Noggra), Dell Yount (Tilikia), D. Elliot Woods (ufficiale klingon)

## Il sindacato
- Titolo originale: Bar Association
- Diretto da: LeVar Burton
- Scritto da: Barbara J. Lee e Jenifer A. Lee (soggetto), Robert Hewitt Wolfe e Ira Steven Behr (sceneggiatura)

### Trama
È il mese bajoriano della Purificazione e vige la morigeratezza: per questo motivo gli affari di Quark languono e pertanto il Ferengi decide di decurtare lo stipendio a tutti. Inaspettatamente Rom, il remissivo fratello di Quark, prende in mano la situazione perché tutti i dipendenti, dai camerieri alle ragazze Dabo, e lui per primo, sono stanchi di queste continue vessazioni e organizza un sindacato pronto anche a scioperare pur di ottenere migliori condizioni lavorative. Prepara una lista di richieste da sottoporre all'attenzione di Quark, fra cui riduzione dell'orario di lavoro, permessi per malattia e aumenti di paga, ma il fratello scoppia a ridere di fronte a tali assurde pretese. Per tutta risposta, Rom dichiara il primo sciopero della storia dei Ferengi; lo scandalo è tale che sulla stazione arriva Brunt da Ferenginar, pronto a far cessare questi sediziosi comportamenti. Quark riesce a convincere con l'inganno Brunt affinché se ne vada senza uccidere Rom (cosa a cui era disposto pur di far cessare l'onta di uno sciopero) e il barista, una volta finita la mobilitazione, avrà anche una sorpresa: Rom si è licenziato e si è fatto assumere come tecnico ingegnere sulla stazione.
- Altri interpreti: Max Grodénchik (Rom), Chase Masterson (Leeta), Jeffrey Combs (Brunt), Jason Marsden (Grimp), Emilo Borelli (Frool)

## I due emissari
- Titolo originale: Accession
- Diretto da: Les Landau
- Scritto da: Jane Espenson

### Trama
Un antico vascello bajoriano esce dal tunnel spaziale e il suo unico occupante è Akorem Laan, un poeta scomparso senza lasciare tracce da duecento anni. Racconta di essere stato soccorso dai Profeti, e reclama il titolo di Emissario. Sisko, che non si è mai trovato a suo agio nel ruolo attribuitogli dai Bajoriani, è ben lieto di farsi da parte. Durante il suo primo discorso in pubblico, Akorem dichiara che i Profeti gli hanno permesso di tornare per riportare Bajor agli antichi valori, restaurando le D'Jarra, il rigido sistema di caste in uso nel passato. Sisko è perplesso perché una società basata sulla discriminazione è contro i valori della Federazione e Bajor potrebbe restare ancora una volta isolato. Sisko durante un sogno subisce un'esperienza identica a quella che deriva dall'esposizione a un cristallo dei profeti e incontra Kai Opaka mentre Kira, che appartiene alla casta degli artisti, è costretta a dimettersi. La situazione degenera quando Vedek Porta uccide un Bajoriano "impuro" che si era rifiutato di tornare alla sua D'Jarra, sostenendo di avere diritto di morte in tali casi; viene arrestato e Akorem Laan affronta Sisko affermando che il Vedek è nel giusto. Sisko a questo punto rivendica il suo ruolo di Emissario e chiede ad Akorem Laan di andare insieme dai Profeti e far stabilire a loro chi è il vero Emissario. I Profeti designano Sisko, che finalmente accetterà il suo ruolo presso i Bajoriani, mentre Akorem Laan ottiene di tornare nel passato e vivere la sua vita con la sua famiglia. Sulla stazione ritornano anche Keiko e Molly, la moglie e la figlia del capo O'Brein, e la donna annuncia di aspettare un figlio, concepito durante la sua ultima visita al marito sulla stazione, e la notizia lascia Miles stordito perché voleva avere nell'immediato futuro un po' di tempo da passare con Keiko, anziché passarlo a gestire un nuovo bambino. Inoltre la bambina, pur volendogli bene, si è disabituata a interagire con il padre e quest'ultimo sente un po' la mancanza delle scorribande da scapolo sul ponte ologrammi in compagnia del dottor Bashir. Keiko capisce la situazione e fa in modo di non far sentire il marito obbligato a passare tutte le serate con lei.
- Altri interpreti: Richard Libertini (Akorem Laan), Hana Hatae (Molly O'Brien), Camille Saviola (Kai Opaka), Robert Symonds (Vedek Porta), David Carpenter (Onara), Grace Zandarski (Latara), Laura Jane Salvato (Gia)
- Guest star: Rosalind Chao (Keiko O'Brien)

## Le regole del combattimento
- Titolo originale: Rules of Engagement
- Diretto da: LeVar Burton
- Scritto da: Bradley Thompson e David Weddle (soggetto), Ronald D. Moore (sceneggiatura)

### Trama
Un convoglio che sta portando aiuti a una colonia cardassiana viene improvvisamente attaccato dai Klingon. La USS Defiant, di scorta al convoglio, si trova coinvolta nello scontro e apre il fuoco su un vascello nemico. Worf, che si trova al comando della nave federale, si accorge troppo tardi di avere distrutto una nave civile. L'Impero Klingon chiede a gran voce l'estradizione di Worf per giudicarlo secondo le proprie inflessibili leggi. Tutta la base si schiera al fianco del tenente comandante, ma le prove sono tutte contro di lui. L'avvocato klingon Ch'Pok cerca in tutti i modi di dimostrare che le decisioni prese da Work sono state dettate dal suo essere Klingon e non dal suo essere un ufficiale della Federazione, e che quindi va giudicato secondo le leggi dell'Impero. Sisko scopre che l'elenco dei civili morti nell'attacco della Defiant è lo stesso elenco di vittime di una nave che si era schiantata su un pianeta settimane prima, dimostrando che è tutto un complotto per incastrare Worf e creare l'ennesimo incidente per creare attrito tra Federazione e Impero Klingon: sulla nave non c'era alcun civile e la lista era stata contraffatta. Worf viene assolto, anche se l'accaduto lo porta a fare un'autoanalisi di coscienza sui sentimenti che l'hanno portato a ingaggiare la battaglia, legati alla sua caduta in disgrazia presso l'imperatore klingon.
- Altri interpreti: Deborah Strang (ammiraglio T'Lara)
- Guest star: Ron Canada (Ch'Pok)

## Tempi difficili
- Titolo originale: Hard Time
- Diretto da: Alexander Singer
- Scritto da: Daniel Keys Moran e Lynn Barker (soggetto), Robert Hewitt Wolfe (sceneggiatura)

### Trama
Miles O'Brien torna su Deep Space Nine dopo avere trascorso vent'anni in una prigione del pianeta Argrathi. La curiosità del capo per l'avanzata tecnologia degli alieni venne scambiata per spionaggio e per questa ragione l'uomo fu condannato. Ma la realtà è diversa: i vent'anni di sofferenza di Miles sono stati soltanto una perfetta ricostruzione proiettata nella sua mente nell'arco di poche ore, ma le esperienze, i traumi e i ricordi sono così vividi e realistici che Miles non riesce più a trovare un equilibrio; nonostante l'amicizia e la vicinanza di tutti, diventa ogni giorno più irritabile e tendente alla violenza. Quando arriva a un passo dal picchiare Molly, la sua figlioletta, tenta il suicidio, ma Bashir lo ferma in tempo. Miles finalmente confessa ciò che lo tormenta di più: quando era in prigione, anche se era un'invenzione mentale dei suoi carcerieri per accrescere la punizione, condivise la cella per quasi vent'anni con un alieno, che per il capo era diventato un caro amico. Un giorno in cui i carcerieri li stavano affamando da una settimana, Miles lo uccise in un accesso di rabbia perché pensava che gli nascondesse del cibo: il senso di colpa per averlo ucciso divenne più grande quando si accorse che l'amico aveva sì nascosto del cibo, ma l'aveva diviso in due porzioni, destinandone una a Miles. Anche se tutto è una costruzione mentale, per la mente di O'Brein è accaduto veramente e lui non smette di struggersi per come si è comportato, anche se la confessione del crimine inizierà a portarlo sulla via della guarigione.
- Altri interpreti: Margot Rose (Rinn), Hana Hatae (Molly O'Brein), F.J. Rio (Muñiz), Craig Wasson (Ee'char)
- Guest Star: Rosalind Chao (Keiko O'Brein)

## Lo specchio infranto
- Titolo originale: Shattered Mirror
- Diretto da: James L. Conway
- Scritto da: Ira Steven Behr e Hans Beilmler

### Trama
Jake non riesce a credere ai suoi occhi quando, entrando nel suo alloggio, trova il padre che sta conversando con una donna in tutto e per tutto identica a sua madre. Benjamin gli spiega che si tratta di Jennifer, il doppio proveniente dall'universo parallelo. Sisko viene chiamato ad altri compiti e lascia i due da soli. Quando torna, nell'alloggio non c'è più traccia né di Jake, né di Jennifer: c'è solo uno strano apparecchio che probabilmente una volta attivato lo condurrà "dentro lo specchio". Per salvare suo figlio, il capitano si tuffa senza esitazione nel pericoloso universo parallelo. Scopre che era tutto un piano per attirare Sisko attraverso lo specchio: Terok Nor è in mano ai ribelli umani e l'O'Brein dello specchio vuole l'aiuto di Sisko per mettere a punto la Defiant, che per qualche motivo non funziona a dovere. La permanenza di Jake e Benjamin sulla stazione fa rinascere l'affetto che padre e figlio provavano per la vera Jennifer, che Jake vedrà morire una seconda volta quando, durante la battaglia, la sovrintendente Kira cercherà di sparare a Jake, che si salverà proprio grazia alla "madre". La battaglia per tenere Terok Nor ha comunque successo e i ribelli umani riescono a tenere in loro mano la stazione, mentre i due Sisko faranno ritorno al loro universo
- Altri interpreti: Andrew J. Robinson (Garak), Aron Eisenberg (Nog), Felecia M. Bell (Jennifer Sisko), Carlos Carrasco (ufficiale klingon)

## La musa
- Titolo originale: The Muse
- Diretto da: David Livingston
- Scritto da: René Echevarria

### Trama
Lwaxana Troi torna su Deep Space Nine, decisa a chiedere aiuto a Odo su una questione molto delicata. La donna è incinta, ma sa già che il neonato, essendo un maschio, sarà allontanato da lei subito dopo il parto. Secondo le rigide leggi del pianeta di suo marito Jeyal, le donne possono allevare solo le bambine, mentre l'educazione dei maschi spetta agli uomini. Jeyal giunge su Deep Space Nine reclamando ciò che gli spetta e Odo trova una scappatoia: se il mutaforma sposasse Lwaxana, il suo precedente matrimonio sarà invalidato. Il problema sta però nel fatto che per la legge Odo deve convincere tutti che è realmente innamorato: se uno degli invitati non crede allo sposo, il nuovo matrimonio non sarà valido e Jeyal è intenzionato a presenziare per mettere i bastoni tra le ruote degli sposi. Nonostante tutto, Odo parla col cuore del rapporto che lo lega alla sposa e, anche se il matrimonio è una finta, convince Jeyal che accetta il nuovo matrimonio. Lwaxana parte per Betazed per avere il suo bambino; Odo vorrebbe che rimanesse perché in fondo vuole bene alla donna, ma lei capisce che è la cosa migliore per la loro amicizia. Intanto Jake incontra Onaya, una strana donna che ha il potere di esaltare il suo talento di scrittore, che fino a quel momento era rimasto latente in lui. Jake, sotto il suo influsso, inizia a scrivere ininterrottamente, ma lo strano influsso che Onaya ha su di lui lo fa star male; Bashir scopre che la sua corteccia è stata iperstimolata. Onaya rapisce Jake per fargli terminare l'opera che sta scrivendo, cercando di risucchiare da lui le ultime energie neuronali, ma Sisko la ferma prima che sia troppo tardi. Onaya si dissolve e fugge via, mentre Jake si riprende, anche se non è più in grado di finire il suo romanzo.
- Guest star: Majel Barrett (Lwaxana Troi), Michael Ansara (Jeyal), Meg Foster (Onaya)

## Per la causa
- Titolo originale: For the Cause
- Diretto da: James L. Conway
- Scritto da: Ronald D. Moore

### Trama
Odo e il tenente comandante Eddington hanno le prove che un agente dei Maquis opera usando come base Deep Space Nine. I loro sospetti sono concentrati su Kasidy Yates e il capitano Sisko, nonostante il suo coinvolgimento emotivo, autorizza ulteriori indagini. La Defiant segue non vista la nave di Kasidy e assiste a un inequivocabile incontro con una nave maquis. Quando è previsto un secondo incontro tra la nave di Kasidy e i Maquis, Sisko si mette al comando della Defiant per seguirla e arrestare tutti quelli coinvolti. Giunto nelle Badlands, Sisko sospetta che vi sia stato attirato per lasciare sguarnita Deep Space Nine, dove Eddington, che si scopre essere anche lui un Maquis, prende il comando della stazione in modo da portare a termine un'importante missione di contrabbando per conto dei ribelli. Sisko fa ritorno su Deep Space Nine, ma Eddington ormai si è già volatilizzato. Kasidy sbarca il suo equipaggio al sicuro dalla Federazione e si presenta alla stazione per essere arrestata, anche perché lei ama Sisko e vuole salvare comunque il loro rapporto. Intanto Garak trova il modo di presentarsi a Tora Ziyal, perché affascinato anche dal fatto che è l'unica donna cardassiana che vive sulla stazione. La ragazza sembra apprezzare la sua compagnia e lo invita a uscire insieme, cosa per niente gradita a Kira, che considera Ziyal sotto la sua protezione. Garak ha però timore di frequentare Ziyal: lei è figlia di Dukat, nemico giurato di Garak, e il Cardassiano teme che lei possa ucciderlo per compiacere il padre. Ziyal lo convince che non ha intenzioni ostili e i due iniziano a fare amicizia.
- Altri interpreti: Kenneth Marshall (Michael Eddington), Penny Johnson (Kasidy Yates), Tracy Middendorf (Tora Ziyal), Andrew J. Robinson (Garak), John Prosky (Brathaw), Steven Vincent Leigh (Reese)

## Fino alla morte
- Titolo originale: To the Death
- Diretto da: LeVar Burton
- Scritto da: Ira Steven Behr e Robert Hewitt Wolfe

### Trama
Un proditorio attacco a Deep Space Nine distrugge un pilone di attracco. I responsabili sono dei Jem'Hadar ribelli alla ricerca di attrezzature tecnologiche che consentano loro di attivare uno dei portali che l'antico popolo degli Iconiani aveva dislocato in diverse parti dell'universo. Questi portali, il primo dei quali fu scoperto dal capitano Picard della nave stellare Enterprise, consentono di coprire istantaneamente immense distanze. Per fermare i Jem'Hadar, Sisko si allea con altri Jem'Hadar rimasti fedeli ai Fondatori, ma il sodalizio non è facile: i Jem'Hadar disprezzano tutto e tutti e non fanno che provocare l'equipaggio, soprattutto Worf; il Vorta Weyoun che li comanda ha un atteggiamento ambiguo e gli ufficiali della Federazione faticano a capire il modo di comportarsi dei Jem'Hadar. Una volta scesi sul pianeta, riescono a distruggere il portale iconiano; i Jem'Hadar sopravvissuti uccidono però il Vorta e, con la scusa di dare la caccia agli altri ribelli, si ammutinano sottraendosi al controllo dei Fondatori lasciando Sisko e gli altri liberi di andarsene.
- Altri interpreti: Brian Thompson (Toman'torax), Scott Haven (Virak'kara), Jeffrey Combs (Weyoun), Clarence Williams III (Omet'iklan)

## La calamità
- Titolo originale: The Quickening
- Diretto da: René Auberjonois
- Scritto da: Naren Shankar

### Trama
La missione esplorativa nel Quadrante Gamma condotta da Kira, Dax e Bashir viene interrotta da una richiesta di soccorso. Il messaggio proviene da un pianeta massacrato da un terribile attacco dei Jem'Hadar avvenuto secoli prima. Da allora la gente è vittima di un virus che non lascia scampo e che conduce a una morte lenta e dolorosa. La piaga è il prodotto della scienza dei Fondatori, che vogliono in questo modo dimostrare cosa succede a chi osa ribellarsi al loro dominio. Il dottor Bashir decide di impegnare tutte le sue forze e le sue conoscenze nel tentativo di trovare una cura. Si scontra ben presto con la diffidenza della gente, abituata a promesse di guarigione in cambio di denaro per poi vedersi imbrogliati; ma Bashir riesce a fare breccia nell'animo di alcuni, che si prestano alle analisi. Il virus però reagisce al vaccino mutando, e ben presto uccide tutti i pazienti di Julian. Lui si rimprovera della propria presunzione nel voler guarire in una settimana ciò che i Fondatori hanno fatto, ma decide comunque di restare per aiutare una ragazza incinta a cui si è affezionato. Le cure di Bashir alla donna non sono vane: partorisce un bambino sano, senza calamità; la donna muore, ma il bambino dà la speranza alla popolazione di poter avere una nuova generazione di figli sani. Intanto Quark sulla stazione finisce nei guai perché ha hackerato il sistema di comunicazione in modo da trasmettere jingles pubblicitari per il suo locale e manomesso i replicatori affinché servano le bevande in tazze su cui è ritratto il suo volto.
- Altri interpreti: Ellen Wheeler (Ekoria), Dylan Haggerty (Epran), Michael Sarrazin (Trevean)

## Parti del corpo
- Titolo originale: Body Parts
- Diretto da: Avery Brooks
- Scritto da: Hans Beimler

### Trama
Quark torna da un soggiorno su Ferenginar con una sconvolgente notizia: ha scoperto di avere la sindrome di Dorek e gli resta solo una settimana di vita per riuscire a sistemare i suoi affari. Come da usanza ferengi, mette all'asta il suo cadavere essiccato e tutto il corpo viene pagato una piccola fortuna da un acquirente anonimo. Subito dopo Quark riceve la notizia che il medico ha fatto una diagnosi errata, ma la gioia dura poco: arriva sulla stazione Brunt della FCA, che gli rivela che è stato lui a comprare il suo cadavere, e ora reclama la merce per cui ha pagato. Quark si offre di rimborsarlo, ma Brunt odia Quark e vuole solo vendicarsi del fatto che il barista non si comporta come un vero Ferengi, permettendo alla madre di commerciare e ai suoi dipendenti di fare sciopero. Quark, per ristabilire il suo onore di Ferengi e meritarsi nell'al di là l'accesso alla Tesoreria Divina, chiede a Garak di ucciderlo, ma di farlo senza che se ne accorga. Quark ha un incubo, in cui gli appare Gint, il redattore delle regole dell'acquisizione, che gli dice di rompere il contratto. Quark segue il consiglio e Brunt, secondo le leggi, gli confisca tutti i suoi averi. Gli abitanti della stazione faranno a gara per regalargli tutta l'attrezzatura e l'arredamento per consentirgli di riaprire l'attività. Intanto Kira, il dottor Bashir e Keiko O'Brien tornano da una spedizione nel Quadrante Gamma dove la loro navetta ha avuto un grave incidente. Le due donne sono ferite, Kira in modo lieve, ma la situazione di Keiko è grave, tanto che il dottor Bashir, per salvare la vita sia a lei che al bambino che porta in grembo, ha dovuto trasferire il feto nell'unico altro utero disponibile sulla navetta, quello di Kira Nerys. Miles vorrebbe che il bambino tornasse al suo posto appena Keiko sarebbe stata meglio, ma non è più possibile e Kira dovrà partorirlo; la cosa turba molto anche Keiko e i futuri genitori arrivano a proporle di vivere con loro fino alla fine della gestazione.
- Guest star: Rosalind Chao (Keiko)
- Altri interpreti: Max Grodénchik (Rom e Gint), Andrew J. Robinson (Garak), Hana Hatae (Molly), Jeffrey Combs (Brunt)

## Legame spezzato
- Titolo originale: Broken Link
- Diretto da: Les Landau
- Scritto da: Ira Steven Behr e Robert Hewitt Wolfe

### Trama
Garak con un trucco attira Odo nel suo atelier per presentargli Aroya, un'affascinante Bajoriana invaghita del conestabile, ma una volta giunto sul posto Odo si sente male, iniziando a soffrire di violenti disturbi che gli procurano dei forti dolori. Il dottor Bashir individua una variazione nella densità del corpo del Cambiante, ma non è in grado di stabilizzare le dolorose fluttuazioni. Sembra a questo punto che la sola possibilità di salvezza per Odo sia di recarsi nel Quadrante Gamma per rintracciare il nuovo pianeta dei Fondatori e unirsi al Grande Legame. I suoi amici ufficiali lo accompagnano a bordo della Defiant e Garak li accompagna per distrarre Odo a suon di chiacchiere sul suo passato di presunta spia e anche per incontrare i Fondatori; la nave viene intercettata dai Jem'Hadar e una donna cambiante sale a bordo della Defiant assumendone il controllo per condurre subito Odo sul nuovo pianeta dei Fondatori, senza rivelarne l'ubicazione ai solidi. La femmina mutaforma parla con Odo, rivelandogli particolari sulla sua vita sulla stazione che gli fanno capire che i mutaforma sono ovunque. La femmina inoltre gli rivela che la sua malattia è stata provocata da loro, affinché tornasse al Grande Legame per essere giudicato per il fatto di aver ucciso un altro mutaforma, crimine mai commesso dalla loro gente. Garak interroga la cambiante sulla sorte dei Cardassiani durante l'attacco ai Fondatori e lei gli risponde che quei Cardassiani non esistono più. Garak cerca di prendere il controllo delle armi della Defiant per annientare i Fondatori, ma viene fermato da Worf. Odo viene giudicato dal Grande Legame e punito per il suo crimine: viene trasformato in un solido di specie umana. Gli lasciano il naso mal fatto per ricordargli ciò che era e ciò a cui ha rinunciato. Odo inaspettatamente si trova a disagio nella sua nuova forma e prova nostalgia per il Grande Legame. Intanto arriva a Sisko un messaggio inviato alla Federazione da Gowron: i Klingon rifiutano di restituire le colonie cardassiane conquistate e che sono pronti a dare battaglia. Odo riconosce che Gowron è un Cambiante.
- Altri interpreti: Andrew J. Robinson (Garak), Salome Jens (donna cambiante), Robert O'Reilly (Gowron), Jill Jacobson (Chalan Aroya), Leslie Bevis (Rionoj)